# Kanowna Island
Kanowna Island – niewielka australijska wyspa znajdująca się na południowy zachód od półwyspu Wilsons Promontory w stanie Wiktoria. Zajmuje powierzchnię 0,3 km².